# Чуча (село, Румунія)
Чуча (рум. Ciucea) — село у повіті Клуж в Румунії. Адміністративний центр комуни Чуча.
Село розташоване на відстані 378 км на північний захід від Бухареста, 62 км на захід від Клуж-Напоки.

## Населення
За даними перепису населення 2002 року у селі проживали 1254 особи.
Національний склад населення села:
| Національність | Кількість осіб | Відсоток |
| -------------- | -------------- | -------- |
| румуни         | 1244           | 99,2%    |
| угорці         | 9              | 0,7%     |

Рідною мовою назвали:
| Мова      | Кількість осіб | Відсоток |
| --------- | -------------- | -------- |
| румунська | 1244           | 99,2%    |
| угорська  | 10             | 0,8%     |